# Майами (порт)

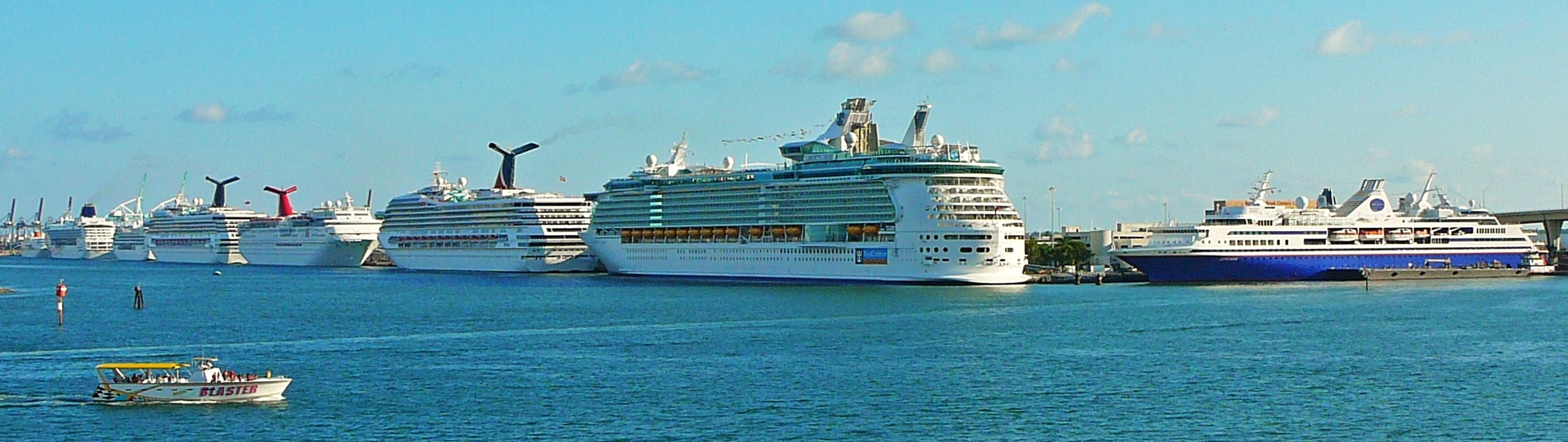
Круизные суда в порту Майами

На въезде в порт

Порт Майами, полное название Порт Майами Данте Б.Фасцелл (англ. Dante B. Fascell Port of Miami) — океанский порт города Майами, Флорида, США.

## Общие сведения
Порт Майами расположен в заливе Бискейн Атлантического океана, на искусственном острове Додж-Айленд (Dodge Island). Относится к числу крупнейших грузовых и пассажирских гаваней США, крупнейший порт Флориды. Входит в список 11 самых
значительных контейнерных гаваней страны, крупнейший в мире порт по обслуживанию круизных лайнеров. В 2012 году услугами порта Майами воспользовались 3,77 миллионов пассажиров. За этот же год через порт прошли около 8,1 миллионов тонн различных грузов.
Площадь порта занимает весь остров Додж-Айленд и соответствует 221 гектарам. В 1960 году порт был подвергнут всесторонней реконструкции. Транспортное сообщение порта с материком осуществляется по автостраде 886 (Florida State Road 886). В августе 2014 года был открыт новый подводный туннель длиной в 1,21 километр, соединяющий напрямую порт Майами с федеральной автострадой A1A (Florida State Road A1A). Туннель был сооружён с целью освободить центр Майами от значительного количества большегрузных автомобилей, доставляющих различные грузы в порт.
Директор порта Майами с октября 2011 года — Уильям Джонсон.